# 일래과
일래과(一來果, 산스크리트어: sakṛd-āgāmi-phala, 팔리어: sakadāgāmi-phala, 영어: realizing once returner status, one who has fully consummated the stage of the once-returner), 사다함과(斯陀含果), 득사다함(得斯陀含), 또는 사다함(斯陀含)은 불교의 성자들 중의 한 부류로서, 4향4과에 속한, 욕계 수혹 9품 중 제6품을 끊은 성자를 말한다.
일래(一來, 산스크리트어: sakṛd-āgāmin, 팔리어: sakadāgāmin, 영어: once-returner), 일왕일래(一往一來), 일왕래(一往來) 또는 사갈이타가미(沙羯利陀伽彌)라고도 한다. 또는, 박탐진치(薄貪瞋癡) 즉 탐진치가 희박해진 자라고도 한다.
욕계 수혹 9품은 욕계의 수혹, 즉, 98수면 또는 128번뇌 중 욕계에 속한 수소단의 탐 · 진 · 만 · 무명을 그 강약 또는 추세(麁細, 거침과 미세함)에 따라, 상품 · 중품 · 하품의 3품으로 나누고 다시 그 각각을 상중하의 3품으로 나누어, 총 9가지로 나눈 것으로 ① 상상품(上上品) ② 상중품(上中品) ③ 상하품(上下品) ④ 중상품(中上品) ⑤ 중중품(中中品) ⑥ 중하품(中下品) ⑦ 하상품(下上品) ⑧ 하중품(下中品) ⑨ 하하품(下下品)을 말한다.
달리 말해, 예류향의 성자, 즉, 욕계 9품의 수혹 중 제1품 내지 제5품의 수혹을 단멸한 성자가 더욱 정진하여 제6품의 수혹을 단멸하였을 때 그 성자를 칭하는 이름이 바뀌어 일래향이라 부르지 않고 일래과라고 부르게 된다.
일래과(一來果)는 다음의 분류 또는 체계에 속한다.
- ① 예류향 ② 예류과 ③ 일래향 ④ 일래과 ⑤ 불환향 ⑥ 불환과 ⑦ 아라한향 ⑧ 아라한과의 4향4과(四向四果) 중의 하나이다.
- ① 수신행 ② 수법행 ③ 신해 ④ 견지 ⑤ 신증 ⑥ 가가 ⑦ 일간 ⑧ 예류향 ⑨ 예류과 ⑩ 일래향 ⑪ 일래과⑫ 불환향 ⑬ 불환과 ⑭ 중반 ⑮ 생반 ⑯ 유행반 ⑰ 무행반 ⑱ 상류반의 18유학(十八有學) 중의 하나이다.
- 18유학(十八有學)과 9무학(九無學)을 통칭하는 27현성(二十七賢聖) 중의 하나이다.

## 뜻

### 일래 · 일왕일래 · 일왕래
인간도에서 일래과를 증득한 후 그 생을 마치게 되면, 천상도 즉 6욕천에 태어나서 1생을 산 후 다시 인간도에 태어나서 열반에 들게 된다. 그리고 천상도 즉 6욕천에서 일래과를 증득한 후 그 생을 마치게 되면, 인간도에 태어나서 1생을 산 후 다시 천상도즉 6욕천에 태어나서 열반에 들게 된다. 즉, 1번의 왕래를 거친 후에 다시 태어나는 일이 없게 된다. 이러한 이유로 '일래'(一來, 한 번 오는 자)라고 한다.
또한, 보다 엄밀히 말해, 일래과를 증득한 후 천상도와 인간도, 혹은, 인간도와 천상도를 최대 1번 왕래하므로 '일왕일래'(一往一來, 한 번 가고 한 번 오는 자) 또는 '일왕래'(一往來)라고 한다.
쌍의 생(인간도 · 천상도의 2생, 또는 천상도 · 인간도의 2생)을 1생으로 헤아리지 않고 각각의 생을 1생으로 하여 열반의 들기까지의 생의 수를 헤아려보면, 일래과를 증득한 생과 열반에 드는 생을 포함하여 최대 총 3생을 통해 열반에 들게 된다. 다음 표에서 '단멸에 소요되는 생'에서의 1생은 쌍의 1생 즉 2생을 뜻한다.
| 3향3과 | 단멸한 번뇌                | 단멸에 소요되는 생                     | 별도 명칭      |
| 예류향 | 견혹                       | 알 수 없음, 견혹은 단박(16심)에 끊어짐 |                |
| 예류과 | 견혹                       | 알 수 없음, 견혹은 단박(16심)에 끊어짐 |                |
| 일래향 | 욕계 수혹 ① 상상품(上上品) | 최대 2생                               |                |
| 일래향 | 욕계 수혹 ② 상중품(上中品) | 최대 1생                               |                |
| 일래향 | 욕계 수혹 ③ 상하품(上下品) | 최대 1생                               | 가가 · 3생가가 |
| 일래향 | 욕계 수혹 ④ 중상품(中上品) | 최대 1생                               | 가가 · 2생가가 |
| 일래향 | 욕계 수혹 ⑤ 중중품(中中品) | 최대 1생                               |                |
| 일래과 | 욕계 수혹 ⑥ 중하품(中下品) | 최대 1생                               |                |
| 불환향 | 욕계 수혹 ⑦ 하상품(下上品) | 최대 1생                               | 일간           |
| 불환향 | 욕계 수혹 ⑧ 하중품(下中品) | 최대 1생                               | 일간           |
| 불환과 | 욕계 수혹 ⑨ 하하품(下下品) | 최대 1생                               |                |
| 합계   | 욕계 수혹 9품              | 견도 후 열반까지 최대 7생              |                |

### 박탐진치
상품 · 중품 · 하품의 3품의 욕계 수혹 중 오직 하품만이 남아 있기 때문에, 달리 말해, 3불선근인 탐 · 진 · 치에 초점을 맞추어 보면 욕계 수혹 9품 중 ⑦ 하상품(下上品) ⑧ 하중품(下中品) ⑨ 하하품(下下品)의 탐 · 진 · 치만 남아 있는 상태이기 때문에 일래과를 박탐진치(薄貪瞋癡) 즉 탐 · 진 · 치가 희박해진 자라고도 한다.

## 같이 보기
- 성자 (불교)
- 가가(家家)
- 7성(七聖)
- 4향4과(四向四果)
- 18유학(十八有學)
- 6종아라한(六種阿羅漢)
- 7종아라한(七種阿羅漢)
- 혜해탈(慧解脫)
- 심해탈(心解脫)
- 구해탈(俱解脫)
- 9무학(九無學)